# Pamela Samuelson
Pamela Samuelson est professeur émérite Richard M. Sherman '74 de droit et de gestion de l'information à l'Université de Californie à Berkeley avec une nomination conjointe à la UC Berkeley School of Information et à Boalt Hall, la faculté de droit.

## Formation et début de carrière
Diplômée en 1971 de l'Université d'Hawaï et diplômée en 1976 de la Faculté de droit de Yale, Samuelson pratique le droit au sein du cabinet d'avocats new-yorkais Willkie Farr &amp; Gallagher avant de devenir universitaire. De 1981 à juin 1996, elle est membre du corps professoral de la faculté de droit de l'Université de Pittsburgh, d'où elle est professeure invitée dans les facultés de droit Columbia, Cornell et Emory.

## Carrière académique
Elle est nommée professeure invitée de droit à la Harvard Law School pour le trimestre d'automne 2007. Elle est également codirectrice du Berkeley Center for Law and Technology  et cofondatrice de Authors Alliance. Elle est membre de la faculté de droit de l'Université de Californie à la Berkeley School of Law depuis 1996.

## Technologie et société
Son principal domaine d'étude est le droit de la propriété intellectuelle. Elle écrit et parle des défis que les nouvelles technologies de l'information posent aux politiques publiques et aux régimes juridiques traditionnels. Elle fonde la Samuelson Law, Technology and Public Policy Clinic à l'Université de Californie à Berkeley en 2000, avec un financement de Mitch Kapor et une dotation de Samuelson et de son mari, Bob Glushko. Elle est membre de l'Association for Computing Machinery (ACM), rédactrice en chef des communications de l'ACM, ancienne membre de la Fondation MacArthur, professeure honoraire de l'Université d'Amsterdam. Elle est membre du conseil d'administration de l'Electronic Frontier Foundation et de l'Open Source Applications Foundation, ainsi que membre du conseil consultatif de l'Electronic Privacy Information Center. En 2013, elle est intronisée à l'Académie américaine des arts et des sciences.
Elle reçoit une Bourse MacArthur en 1997, et le Prix pour femmes visionnaires de l'Institut Anita-Borg en 2005,. Le 2 novembre 2015, Samuelson prononce la conférence Brace (du nom de l'éditeur Donald Brace), une allocution annuelle d'une personnalité éminente dans le domaine du droit d'auteur national, à la faculté de droit de l'Université Fordham.

## Publications
- Samuelson, P., Davis, R., Kapor, MD et Reichman, JH (1994). Manifeste concernant la protection juridique des programmes d'ordinateur, A. ColUM. l. rév., 94, 2308.
- "Une étude de cas sur les programmes informatiques", Dimensions mondiales des droits de propriété intellectuelle en science et technologie, Partie 3, Editeurs Mitchel B. Wallerstein, Mary Ellen Mogee, Roberta A. Schoen, National Academies Press, 1993, (ISBN 978-0-309-04833-0)
- "Vers une réglementation anti-contournement plus sensée", Cryptographie financière : 4ème conférence internationale, FC 2000, Editeur Yair Frankel, Springer, 2001, (ISBN 978-3-540-42700-1)
- "'The New Economy', and Information Technology Policy", La politique économique américaine dans les années 1990, Editeurs Jeffrey A. Frankel, Peter R. Orszag, MIT Press, 2002, (ISBN 978-0-262-56151-8)
- Peter S. Menell, Mark A. Lemley, Robert P. Merges, Pamela Samuelson, Software and Internet law, éditeur Mark A. Lemley, Aspen Publishers, 2003, (ISBN 978-0-7355-3654-8)
- « L'économie devrait-elle jouer un rôle dans la législation et la politique du droit d'auteur ? » , Développements dans l'économie du droit d'auteur : recherche et analyse, Éditeurs Lisa Takeyama, Wendy J. Gordon, Ruth Towse, Edward Elgar Publishing, 2005, (ISBN 978-1-84376-930-9)
- "Challenges in Mapping the Public Domain", L'avenir du domaine public : identifier les communs dans le droit de l'information, Editeurs Lucie MCR Guibault, PB Hugenholtz, Kluwer Law International, 2006, (ISBN 978-90-411-2435-7)